# Sequeira
Sequeira – miasto w Urugwaju, w departamencie Artigas.